# Gustaaf Nyffels
Gustaaf Jozef Nyffels (Lendelede, 17 juli 1915 - Izegem, 18 juni 1987) was een Belgisch volksvertegenwoordiger en burgemeester.

## Levensloop
Van beroep vakbondssecretaris, was Nyffels van 1945 tot 1961 gemeenteraadslid in Lendelede. Hij verhuisde vervolgens naar Izegem en werd er gemeenteraadslid in 1964. In 1971 werd hij burgemeester, tot einde 1976 en nogmaals kortstondig in 1983.
Van 1962 tot 1981 zetelde hij voor de BSP in de Kamer van volksvertegenwoordigers, als verkozene voor het arrondissement Roeselare-Tielt. In de periode december 1971-oktober 1980 zetelde hij als gevolg van het toen bestaande dubbelmandaat ook in de Cultuurraad voor de Nederlandse Cultuurgemeenschap, die op 7 december 1971 werd geïnstalleerd. Vanaf 21 oktober 1980 tot november 1981 was hij tevens korte tijd lid van de Vlaamse Raad, de opvolger van de Cultuurraad en de voorloper van het huidige Vlaams Parlement.